# 中國地名大會
《中国地名大会》是中国中央电视台中文國際頻道于2019年起开播的地名文化節目，主持人为鲁健，點評嘉賓包括有康震、胡阿祥、葛剑雄三位。節目獨家冠名贊助商为華僑城集團。该節目目前已播出两季，於2020年7月10日被廣電總局評為2019年度廣播電視創新創優節目，並給予5萬元的資金扶持，并在同年9月28日獲得第32屆電視劇飛天獎優秀電視綜藝節目獎。

## 节目形式
节目在全国选出70位参赛选手（而在第八期，则通过微信同名小程序选出70位参赛选手），在比赛中透过回答关于中国地名相关的问题，夺得冠军。

### 普通期数

#### 第一环节
题型名为「一举成名」，由70位参赛选手一起回答十道选择题，每道问题有10秒回答时间，最後正確率最高及速度最快的3位选手（除第一期或上期冠军为蝉联，则为4位外）连同上期冠军，进入第二环节。

#### 第二环节
题型名为「实至名归」，4位选手根据线索抢答给出版图中的地名（例如：给出的线索为「传说它的名字与一段孝亲故事有关」「唐代著名诗人骆宾王七岁时在这裏写下了《咏鹅》」「它因为小商品市场而闻名全球」，选手则需答出义乌市），抢答正確即可得一分，抢答错误则不能再于同题抢答，得分最高的3位进入第三环节。

#### 第三环节
题型名为「闻名不如见面」，3位选手根据给出的视频抢答，正確得一分，搶答错误则不能再于同题抢答，得分最高的2位进入第四环节。

#### 第四环节
题型名为「名扬天下」，2位选手根据给出的地名命名逻辑与关联性，在70个地名中抢选，每选对一个积一分，而超额选取者则倒扣分。得分最高者成为本期冠军，并直接进入下期第二环节，如获得两期冠军则可直接进入总决赛第二环节（除第八期因特殊原因及第十一期为总决赛前一场，单期冠军可直接进入总决赛第二环节外）。

#### 第五环节
题型名为「地名天梯」，单场冠军有一次挑战机会，需根据线索，说出对应的省级行政区（例如：给出的线索为「南昌滕王阁」，选手则需答出江西省），最后分数则会留于「地名天梯」榜中。

### 总決赛

#### 第一环节
未晋级至第二环节的选手需分为两组，並以「地名天梯」榜最高分的2位选手选择队友，进行第一环节比赛。比赛题型名为「久闻大名」，两队各派一各队员参赛，围绕关键字轮流说出县级行政区以上的政区名稱（例如：给出的关键字为「南」，一方选手则可答河南，另一方则可答福建南平，如此类推），说错、超时或重复则当作失败，对手得一分，率先获得三分队伍晋级进入第二环节。

#### 第二环节
第一环节晋级队伍将拆分並与直接进入总决赛第二环节的选手进行比赛。比赛题型名为「闻名遐迩」，并进行十行十列的填字游戏，答题一分钟后可抢答提交并立即终止比赛。每对一条得一分，得分高者进入第三环节。若积分相同，抢答者进入第三环节。

#### 第三环节
第三环节与普通期数的第二环节相同为「实至名归」，得分最高的2位进入第四环节。

#### 第四环节
第四环节与普通期数的第四环节相同为「名扬天下」，得分最高的2位进入第四环节。

#### 第五环节
第五环节与普通期数的第五环节相同为「地名天梯」。

## 播出信息
| 期数     | 首播日期 | 「一举成名」晋级选手/上期冠军 | 冠军   | 「地名天梯」 | 「地名天梯」 |
| 期数     | 首播日期 | 「一举成名」晋级选手/上期冠军 | 冠军   | 分数         | 排名         |
| -------- | -------- | --- | ------ | ------------ | ------------ |
| 第一期   | 20191116 | 张潇（4）、熊朝晖（3）、曹玉骞（1）、代金旺（2） | 曹玉骞 | 6            | 7            |
| 第二期   | 20191123 | 王海岩（2）、辜翰林（4）、孫玺济（1）、曹玉骞（3） | 孫玺济 | 17           | 2            |
| 第三期   | 20191130 | 李科（3）、王悅笛（1）、江崇潇（4）、孫玺济（2） | 王悅笛 | 3            | ／           |
| 第四期   | 20191207 | 李科（2）、吴科杰（4）、张 潇（1）、王悅笛（3） | 张潇   | 6            | 7            |
| 第五期   | 20191214 | 蒋德正（2）、熊树星（4）、黄 伟（1）、张潇（3） | 黄伟   | 15           | 3            |
| 第六期   | 20191221 | 齐创业（1）、朱昊宁（4）、孫玺济（3）、黄伟（2） | 齐创业 | 11           | 4            |
| 第七期   | 20191228 | 王悅笛（1）、罗宇航（4）、刘大为（3）、齐创业（2） | 王悅笛 | 4            | 9            |
| 第八期   | 20200104 | 孫玺济（4）、代金旺（2）、吴科杰（4）、罗宇航（1） | 罗宇航 | 10           | 6            |
| 第九期   | 20200111 | 李科（1）、干宇（3）、陈星宇（4）、李爱军（2） | 李科   | 6            | ／           |
| 第十期   | 20200118 | 吴科杰（4）、孫玺济（2）、龚应俊（3）、李科（1） | 李科   | 30           | ／           |
| 第十一期 | 20200201 | 王海岩（1）、李天強（3）、龚应俊（4）、初礼阳（2） | 王海岩 | 11           | 4            |
| 第十二期 | 20200215 | 第一环节 蓝队：孫玺济（队长）、王海岩、张潇 红队：黄伟（队长）、曹玉骞、齐创业第二环节 李科对张潇、罗宇航对王海岩、王悅笛对孫玺济李科（1）、王海岩（2）、孫玺济（3） | 李科   | 34           | 1            |

注：
- 粗体表示可进入总决赛第二环节。

## 評價
- 《人民日報》在該節目播出時評論道，《中國地名大會》等一系列文化節目可引發共鳴，節目中生動展現了中華大地的遼闊幅員、多樣地理、悠久歷史和豐富人文。[10]

## 收视率
| 中国 中央电视台中文國際频道 首播收视率                     |                |        |          |        |           |           |           | |
| 集數                                                       | 播出日期       | CSM59  | CSM59    | CSM59  | CSM全国网 | CSM全国网 | CSM全国网 | 備註 |
| 集數                                                       | 播出日期       | 收視率 | 收視份額 | 排名   | 收視率    | 收視份額  | 排名      | 備註 |
| 1                                                          | 2019年11月16日 | 未上榜 | 未上榜   | 未上榜 | 0.51      | 1.9       | 8         | 浙江《我就是演员之巅峰对决》开播                                                                                                  |
| 2                                                          | 2019年11月23日 | —      | —        | —      | 0.57      | 2.13      | 10        | 东方《老总来了》20:20开播，《幸福三重奏第二季》后移至21:30播出                                                                    |
| 3                                                          | 2019年11月30日 | 未上榜 | 未上榜   | 未上榜 | 0.37      | 1.33      | 20        | 东方《老总来了》后移至20:50播出，《幸福三重奏第二季》后移至21:50播出                                                              |
| 4                                                          | 2019年12月7日  | —      | —        | —      | 未上榜    | 未上榜    | 未上榜    | |
| 5                                                          | 2019年12月14日 | 未上榜 | 未上榜   | 未上榜 | 0.51      | 1.88      | 10        | |
| 6                                                          | 2019年12月21日 | 未上榜 | 未上榜   | 未上榜 | 未上榜    | 未上榜    | 未上榜    | |
| 7                                                          | 2019年12月28日 | —      | —        | —      | 0.58      | 2.08      | 9         | 东方《老总来了》完结，《亲爱的，来吃饭》22:00开播 北京《跨界歌王第四季》完结                                                      |
| 8                                                          | 2020年1月4日   | 未上榜 | 未上榜   | 未上榜 | 未上榜    | 未上榜    | 未上榜    | 北京《了不起的长城》开播 东方《亲爱的，来吃饭》前移至20:30播出                                                                    |
| 9                                                          | 2020年1月11日  | 未上榜 | 未上榜   | 未上榜 | 0.68      | 2.41      | 10        | 浙江《我就是演员之巅峰对决》完结                                                                                                  |
| 10                                                         | 2020年1月18日  | 未上榜 | 未上榜   | 未上榜 | 0.44      | 1.58      | 10        | 东方《亲爱的，来吃饭》暂停播映 |
| 2020年1月25日大年初一，因播放春节联欢晚会而延后一周播放    |                |        |          |        |           |           |           | |
| 11                                                         | 2020年2月1日   | 未上榜 | 未上榜   | 未上榜 | 0.49      | 1.36      | 19        | 东方《中国新相亲第三季》20:48开播 湖南《快乐大本营》因2019冠狀病毒病疫情暂停播映 北京《了不起的长城》因2019冠狀病毒病疫情暂停播映 |
| 2020年2月8日，因响应抗击2019冠狀病毒病的号召而延后一周播放 |                |        |          |        |           |           |           | |
| 12                                                         | 2020年2月15日  | 未上榜 | 未上榜   | 未上榜 | 1.64      | 0.57      | 12        | |

1. 同时段或交叉时段主要节目：
  - CCTV-1：《中央广播电视总台2019主持人大赛》
  - CCTV-3：《2019我要上春晚》／《2019直通春晚》
  - 湖南卫视：《快乐大本营》
  - 江苏卫视：《非诚勿扰》
  - 浙江卫视：《我就是演员之巅峰对决》
  - 东方卫视：《老总来了》／《亲爱的，来吃饭》、《幸福三重奏2》
  - 北京卫视：《跨界歌王4》／《了不起的长城》
2. 数据由广视索福瑞提供，调查范围为四岁以上之观众。
3. 以上收视排名包括央视在内。
4. 资料来源：卫视这些事儿、TV未知数。
5. 排名为週六晚间所有综艺节目的排名，并不一定为同一时段。
6. 「未上榜」表示节目未达到30名之內。